# Chris Schwinden
Christopher Schwinden (né le 22 septembre 1986 à Visalia, Californie, États-Unis) est un lanceur droitier des Ligues majeures de baseball sous contrat avec les Rangers du Texas.

## Carrière
Chris Schwindenest drafté au 43e tour de sélection par les Tigers de Detroit en 2004 mais il ne signe pas de contrat avec l'équipe et entre plutôt à la Fresno Pacific University. à Fresno, Californie. Il est drafté une seconde fois, les Mets de New York le sélectionnant au 22e tour en 2008. Schwinden, un lanceur partant, commence sa carrière en ligues mineures dans l'organisation des Mets en 2008.
Il fait ses débuts dans le baseball majeur comme lanceur partant des Mets de New York le 8 septembre 2011 mais donne cinq points aux Braves d'Atlanta dans les trois premières manches de la partie et est crédité de la défaite.
Le 2 juin 2012, après trois matchs joués pour les Mets durant la saison, Schwinden est réclamé au ballottage par les Blue Jays de Toronto. Sans avoir joué pour les Jays, il passe aux Indians de Cleveland, toujours via le ballottage, le 6 juin. Il ne joue pas davantage pour ces derniers et le 29 juin le ballottage l'envoie aux Yankees de New York. Sans avoir joué pour les Yankees, il retourne aux Mets via le ballottage le 5 juillet.
Après une saison 2012 passée essentiellement en ligues mineures avec des clubs affiliés aux Blue Jays, Mets, Indians et Yankees, Schwinden dispute toute l'année 2013 avec les 51s de Las Vegas, club-école des Mets. Ces derniers le retranchent de leur effectif vers la fin de l'entraînement de printemps 2014 et Schwinden se retrouve brièvement dans le baseball indépendant avec d'être mis sous contrat par les Rangers du Texas le 17 mai 2014.